# Tortula mongolica
Tortula mongolica là một loài Rêu trong họ Pottiaceae. Loài này được (Boros) Ochyra miêu tả khoa học đầu tiên năm 1980.